# Corem Kelly
Corem Kelly (tidigare namn Klövern) är ett svenskt börsnoterat fastighetsbolag med uthyrning och förvaltning av kommersiella lokaler som primär inriktning. Klövern bedrev också projektutveckling av kommersiella fastigheter och bostäder.  Klövern hade fastigheter på ett flertal orter i Sverige samt i Köpenhamn och i New York.
Ursprunget till Klövern var IT-bolaget Adcore, där Moderaternas framtida ledare Ulf Kristersson var kommunikationschef, som bytte namn till Klövern och omvandlades till fastighetsbolag 2002 och använde sina förlustavdrag till att förvärva fastigheter, främst Postens terminaler och kontor.
Per den 31 december 2020 uppgick fastigheternas värde till 57,4 mdkr och antal fastigheter till 350 stycken. Fastighetsbeståndet, baserat på fastighetsvärde, bestod av kontor (83 %), lager/logistik (9 %) och handel (8 %) 
Rutger Arnhult var VD för Klövern 2012–mars 2021. Han efterträdde Gustaf Hermelin som var VD från namnändringen 2002 och till 2011. Peeter Kinnunen, Transaktionschef, var utsedd till tillförordnad VD. 
Den 29 mars 2021 lämnade fastighetsbolaget Corem Property Group ett offentligt uppköpserbjudande till aktieägarna i Klövern. Klövern avnoterades från Stockholmsbörsen i juli 2021. Vid bolagsstämma den 27 april 2022 fattades beslut om att namnändra Klövern AB till Corem Kelly AB.